# Nicole Caligaris
Nicole Caligaris, née à Nice en 1959, est une écrivaine française. Elle vit et travaille à Paris.

## Parcours littéraire
Nicole Caligaris est l’auteur, entre autres, des romans La Scie patriotique (1997) et Les Samothraces (2000), d'un récit de voyage, Tacomba (2000), aux éditions Mercure de France et d’un journal de voyage illustré par Albert Lemant aux éditions Joëlle Losfeld, Tombal Cross. Destination Mervyn Peake (2005). En 2007, elle publie Medium is mess, texte court réalisé à partir de dépêches de presse, paru chez Inventaire/Invention.
Aux Éditions Verticales, elle a publié Barnum des ombres (2002), un roman sur les marges urbaines et l'imaginaire des migrations, Okosténie (2008), roman composé de motifs autour du thème de la mémoire et du témoignage. Dans la collection « Minimales », elle a publié Les Chaussures, le drapeau, les putains (2003), réflexion littéraire sur le travail comme condition de l'homme moderne, et L’Os du doute (2006), qui s’intéressait aussi à l'aliénation laborieuse mais, cette fois, du côté des cadres dits « supérieurs ».
Invitée le 8 février 2018 dans l'émission Affaires sensibles sur France Inter, elle déclare que dans l'affaire du « Japonais cannibale », Issei Sagawa a aussi vécu une catastrophe, et ajoute qu'elle a entretenu une correspondance avec lui. Elle rend celle-ci publique dans son livre Le Paradis entre les jambes.
En 2021 sort son roman Carnivale, toujours aux Éditions Verticales.

## Publications
- La Scie patriotique, éd. Mercure de France, 1997 (rééd. Le nouvel Attila, 2016)
- Tacomba, éd. Mercure de France, 2000
- Les Samothraces, éd. Mercure de France, 2000 (rééd. Le nouvel Attila, 2016)
- Barnum des ombres, éditions Verticales, 2003
- Les Chaussures, le drapeau, les putains, éd. Verticales, 2003
- Désir voilé/La Dernière Chambre, Paris, éd. Abstème & Bobance, 2003, images photos de Philippe Bertin
- Tombal Cross, destination Mervyn Peak, éd. Joelle Losfeld, 2005
- L'Os du doute, éd. Verticales, 2006
- Medium is mess, éd. Inventaire/Invention, 2007
- Les Hommes signes, Paris, éd  Abstème & Bobance 2008
- Okosténie, éd. Verticales, 2008
- Avec Éric Pessan (éd.), Il me sera difficile de venir te voir. Correspondances littéraires sur les conséquences de la politique française d’immigration, La Roque d’Anthéron, Vents d’ailleurs 2008
- Dans la nuit de samedi à dimanche, éd. Verticales, 2011
- Le Paradis entre les jambes, éd. Verticales, 2013
- Ubu roi, éditions Belfond, 2014
- Le jour est entré dans la nuit, Hubert Duprat, éditions François Bourin, 2015.
- « Contre la littérature bio », in Jean-François Hamel, Barbara Jane Havercroft, Julien Lefort-Favreau (éds.), Politique de l’autobiographie. Engagements et subjectivités, Montréal, Nota bene, 2017, p. 375‑386
- Carnivale, éd. Verticales, 2021

#### Sites
- Revue remue.net.
- Revue sitaudis.com.